# Metarranthis franclemonti
Metarranthis franclemonti är en fjärilsart som beskrevs av Rupert 1943. Metarranthis franclemonti ingår i släktet Metarranthis och familjen mätare. Inga underarter finns listade i Catalogue of Life.